# شارل فيرغسون
شارل فيرغسون (بالإنجليزية: Charles A. Ferguson)‏ (6 يوليو 1921 - 2 سبتمبر 1998)، هو لساني أمريكي يٌدرّس في جامعة ستانفورد، ويعتبر من مؤسّسي اللسانيات الاجتماعية، معروف بأعماله حول الازدواجية اللغوية.